# Figuras de um banquete (Pittoni)
Figuras de um banquete (Figure da un banchetto, em italiano) é uma obra a lápis sobre papel do artista italiano Giambattista Pittoni, de 1720. Atualmente, a obra figura na coleção Museu de Arte do Condado de Los Angeles "LACMA", em Los Angeles, nos Estados Unidos.